# Author’s Club-díj
Az Author's Club-díj  (Author's Club First Novel Award)  egy irodalmi díj az Egyesült Királyságban, melyet minden évben az év legígéretesebb brit állampolgárságú, elsőkönyves regényírónak a szigetországban kiadott könyvéért adnak át.

## Díjazottak
Nem teljes lista
| Év   | Díjazot                    | Mű címe                               | Jegyzet |
| ---- | -------------------------- | ------------------------------------- | ------- |
| 1954 | David Unwin                | The Governor's Wife                   |         |
| 1955 | Brian Moore                | Judith Hearne                         | [ 2 ]   |
| 1956 | Harry Bloom                | Episode                               | [ 3 ]   |
| 1957 | Edmund Ward                | Summer in Retreat                     | [ 4 ]   |
| 1958 | Alan Sillitoe              | Saturday Night and Sunday Morning     | [ 5 ]   |
| 1959 | David Caute                | At Fever Pitch                        |         |
| 1960 | Lionel Davidson            | The Night of Wenceslas                | [ 6 ]   |
| 1961 | Jim Hunter                 | The Sun in the Morning                | [ 7 ]   |
| 1962 | John Pearson               | Gone to Timbuctoo                     |         |
| 1963 | David Rubin                | The Greater Darkness                  |         |
| 1964 | Robin Douglas-Home         | Hot for Certainties                   |         |
| 1965 | James Mossman              | Beggars on Horseback                  |         |
| 1966 | Leslie Thomas              | The Virgin Soldiers                   |         |
| 1967 | Paul Bailey]]              | At the Jerusalem                      |         |
| 1968 | Barry England              | Figures in a Landscape                |         |
| 1969 | Peter Tinniswood           | A Touch of Daniel                     |         |
| 1970 | Rachel Ingalls             | Theft                                 |         |
| 1971 | Rosemary Hawley Jarman     | We Speak No Treason                   |         |
| 1973 | Jennifer Johnston          | The Captains and the Kings            |         |
| 1975 | Sasha Moorsom              | A Lavender Trip                       |         |
| 1977 | Barbara Benson             | The Underlings                        |         |
| 1978 | Katharine Gordon           | The Emerald Peacock                   |         |
| 1979 | Martin Page                | The Pilate Plot                       |         |
| 1980 | Dawn Lowe-Watson           | The Good Morrow                       |         |
| 1981 | Anne Smith                 | The Magic Glass                       |         |
| 1982 | Frances Vernon             | Privileged Children                   | [ 8 ]   |
| 1983 | Katherine Moore            | Summer at the Haven                   |         |
| 1984 | Frederick R. Hyde-Chambers | Lama: A Novel of Tibet                |         |
| 1985 | Magda Sweetland            | Eightsome Reel                        |         |
| 1986 | Helen Harris               | Playing Fields in Winter              |         |
| 1987 | Peter Benson               | The Levels                            |         |
| 1988 | Gilbert Adair              | The Holy Innocents                    | [ 9 ]   |
| 1989 | Lindsey Davis              | The Silver Pigs                       | [ 10 ]  |
| 1990 | Alan Brownjohn             | The Way You Tell Them                 | [ 11 ]  |
| 1991 | Zina Rohan                 | The Book of Wishes and Complaints     | [ 12 ]  |
| 1992 | David Park                 | The Healing                           | [ 13 ]  |
| 1993 | Nadeem Aslam               | Season of the Rainbirds               | [ 14 ]  |
| 1994 | Andrew Cowan               | Pig                                   |         |
| 1995 | T. J. Armstrong            | Walter and the Resurrection of G      |         |
| 1996 | Diran Adebayo              | Some Kind of Black                    |         |
| 1996 | Rhidian Brook              | The Testimony of Taliesin Jones       |         |
| 1997 | Mick Jackson               | The Underground Man                   |         |
| 1998 | Jackie Kay                 | Trumpet                               |         |
| 1999 | Ann Harries                | Manly Pursuits                        |         |
| 2000 | Brian Clarke               | The Stream                            | [ 15 ]  |
| 2001 | Carl Tighe                 | Burning Worm                          | [ 16 ]  |
| 2002 | Ben Facini                 | The Water Breather                    |         |
| 2003 | Dan Rhodes                 | Timoleon Vieta Come Home              | [ 17 ]  |
| 2004 | Susan Fletcher             | Eve Green                             | [ 18 ]  |
| 2004 | Neil Griffiths             | Betrayal in Naples                    |         |
| 2005 | Henry Shukman              | Sandstorm                             | [ 19 ]  |
| 2006 | Nicola Monaghan            | The Killing Jar                       | [ 20 ]  |
| 2007 | Segun Afolabi              | Goodbye Lucille                       | [ 21 ]  |
| 2009 | Laura Beatty               | Pollard                               | [ 22 ]  |
| 2010 | Anthony Quinn              | The Rescue Man                        | [ 23 ]  |
| 2011 | Jonathan Kemp              | London Triptych                       |         |
| 2012 | Kevin Barry                | City of Bohane                        | [ 24 ]  |
| 2013 | Ros Barber                 | The Marlowe Papers                    | [ 25 ]  |
| 2013 | I. J. Kay                  | Mountains of the Moon                 |         |
| 2014 | Jack Wolf                  | The Tale of Raw Head and Bloody Bones |         |
| 2015 | Carys Bray                 | A Song for Issy Bradley               |         |
| 2016 | Benjamin Johncock          | The Last Pilot                        |         |
| 2017 | Rowan Hisayo Buchanan      | Harmless Like You                     |         |
| 2018 | Gail Honeyman              | Eleanor Oliphant Is Completely Fine   |         |
| 2019 | Guy Gunaratne              | In Our Mad and Furious City           | [ 26 ]  |
| 2020 | Claire Adam                | Golden Child                          | [ 27 ]  |
| 2021 | Ingrid Persaud             | Love after Love                       |         |
| 2022 | Tish Delaney               | Before My Actual Heart Breaks         |         |
| 2023 | Ayanna Lloyd Banwo         | When We Were Birds                    |         |

## Fordítás
- Ez a szócikk részben vagy egészben  az   Authors' Club Best First Novel Award című angol Wikipédia-szócikk fordításán alapul.  Az eredeti cikk szerkesztőit annak laptörténete sorolja fel. Ez a jelzés csupán a megfogalmazás eredetét és a szerzői jogokat jelzi, nem szolgál a cikkben szereplő információk forrásmegjelöléseként.